# 10347 Murom
10347 Murom este un asteroid din centura principală, descoperit pe 23 aprilie 1992, de Eric Elst.